# Christian Eleko Botuna
Christian Eleko Botuna (Kahembe, 1950 - Kinshasa, 15 juli 2007) was een voetballer, minister en ere-gouverneur uit Congo-Kinshasa. 
Eleko Botuna werd geboren in de Evenaarsprovincie in Belgisch-Congo, later de Democratische Republiek Congo. Hij speelde in zijn jonge jaren kort als voetballer op het hoogste niveau voor FC Foudre.
In 1979 behaalde hij in Griekenland een licentiaatdiploma als chemisch ingenieur. In de daaropvolgende jaren vervult hij verschillende functies in de overheidsadministratie. 
Na de val van Mobutu Sese Seko werd hij minister van Energie onder Laurent-Désiré Kabila. 
Na een doortocht bij de 'Patriotes Kabilistes', de politieke partij van oud-minister Mwenze Nkongolo, werd hij in de tweede helft van 2005 lid van de PPRD. Zetelend in het directiecomité van de PPRD, dong Eleko Botuna bij de verkiezingen in 2006 vergeefs mee naar een mandaat in Kinshasa.
Eleko Botuna stierf aan een hartaanval.